# الزراعة في سوريا

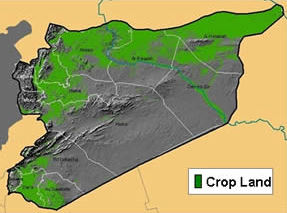
خريطة توضح الأراضي ذات المحاصيل الزراعية في سوريا عام 2010

الزراعة في سوريا تشكل 17.6% الناتج المحلي الإجمالي في سوريا حسب تقديرات عام 2010. ويعمل في القطاع الزراعي نحو 17% من مجموع قوة العمل أي قرابة 900 ألف عامل. وتبلغ مساحة سوريا 18,5 مليون هكتار وتشكل المساحة القابلة للزراعة ومساحة الغابات حوالي 6.5 مليون هكتار، أما القسم المتبقي فهو عبارة عن مراع (البادية) ويسود المناخ المتوسطي الذي يتميز بالشتاء الماطر والصيف المعتدل والجاف.
- ترتبط الزراعة في سوريا بعدة عوامل:-
  - الأراضي
  - الموارد المائية
  - الحراج والغابات
  - المراعي

## تاريخ الزراعة في سوريا
عرفت سوريا الزراعة منذ أقدم العصور واشتهرت بجودة المنتجات الزراعية من فواكه وحبوب و (تعد الموطن الاصلي لبعض الاشجار المثمرة مثل الزيتون، الفستق الحلبي وغيرها) وكانت الزراعة من أهم الأنشطة الأنتاجية، خصوصآ حول حوض الفرات ودجلة منطقة (الجزيرة السورية), وعلى ضفاف باقي الأنهار السورية كـ بردى وقويق والعاصي ومدن وجبال الساحل السوري، واشتهرت سورية منذ زمن بعيد بزراعة الحبوب والفاكهة والخضار، وقد طوّرت سوريا الوسائل الزراعية والري مثل السدود والنواعير (السواقي) على مدى العصور.

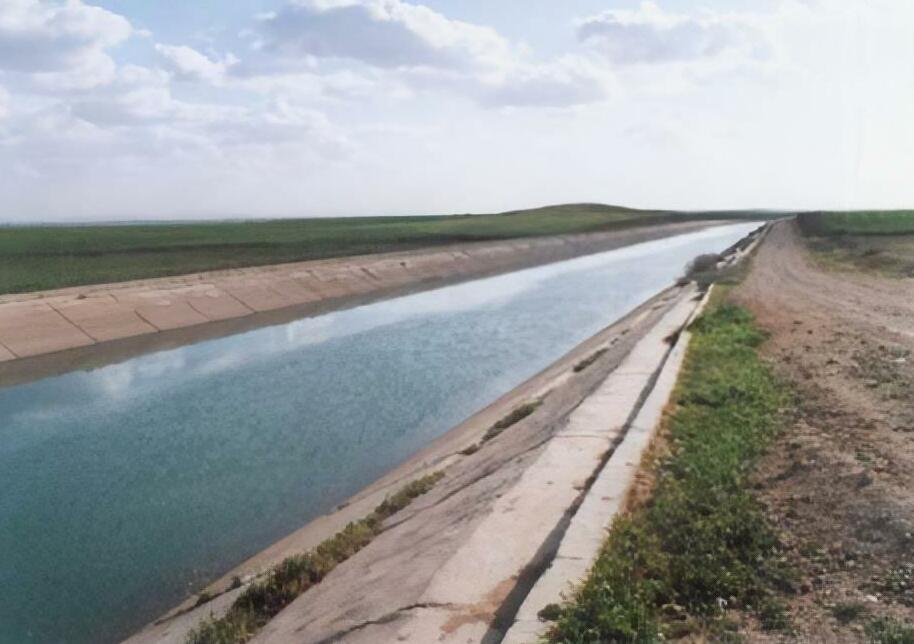
مشروع ري في الحسكة

## العصور الحديثة
يعتبر النشاط الزراعي في سوريا من أهم الأنشطة الإنتاجية، خصوصا بعد عام 1980 حيث ازدادت مساحة الأراضي المروية بفضل المشاريع الزراعية الكبيرة واستخدمت الآلات الزراعية الحديثة وزيادة الاهتمام الحكومي بالزراعة وتطوير البنية التحتية والاهتمام بالموارد المائية، حيث تقدر مساهمة هذا القطاع ما بين 25-30% من إجمالي الناتج المحلي.
والقطاع الزراعي يؤدي – دورًا مهمًا في الاقتصاد القومي السوري حيث تساهم الصادرات الزراعية بنصيب هام في التجارة الخارجية، وتوفير العملات الأجنبية، كما يوفر القطاع الزراعي الكثير من المواد الأولية لمختلف القطاعات الاقتصادية والصناعية الأخرى. إضافة لذلك يساهم في تشغيل الأيدي العاملة وتوفير العيش لأعداد كبيرة من الأفراد (50% من السكان يعملون بشكل مباشر أو غير مباشر عام 1980).حيث يحتل القطاع الزراعي المرتبة الثانية بعد النفط من حيث الإيرادات التصديرية في ميزان الصادرات السورية، وخلال العقود الأخيرة الماضية تمكنت الزراعة من تغطية الاحتياجات الناتجة عن زيادة السكان بمعدل أربعة أضعاف مما حسن درجة الاكتفاء الذاتي من القسم الأكبر من المواد الغذائية الرئيسية وشجع الصادرات التقليدية مثل القطن بالإضافة إلى دخول أسواق تصديرية جديدة مثل القمح والخضار والفواكه.
| المساحة البعلية \ ألف هكتار | المساحة المروية \ ألف هكتار | العام |
| --------------------------- | --------------------------- | ----- |
| 3787٫1                      | 1082٫1                      | 1994  |
| 3290٫2                      | 1439٫1                      | 2004  |

## أهم المنتجات الزراعية السورية

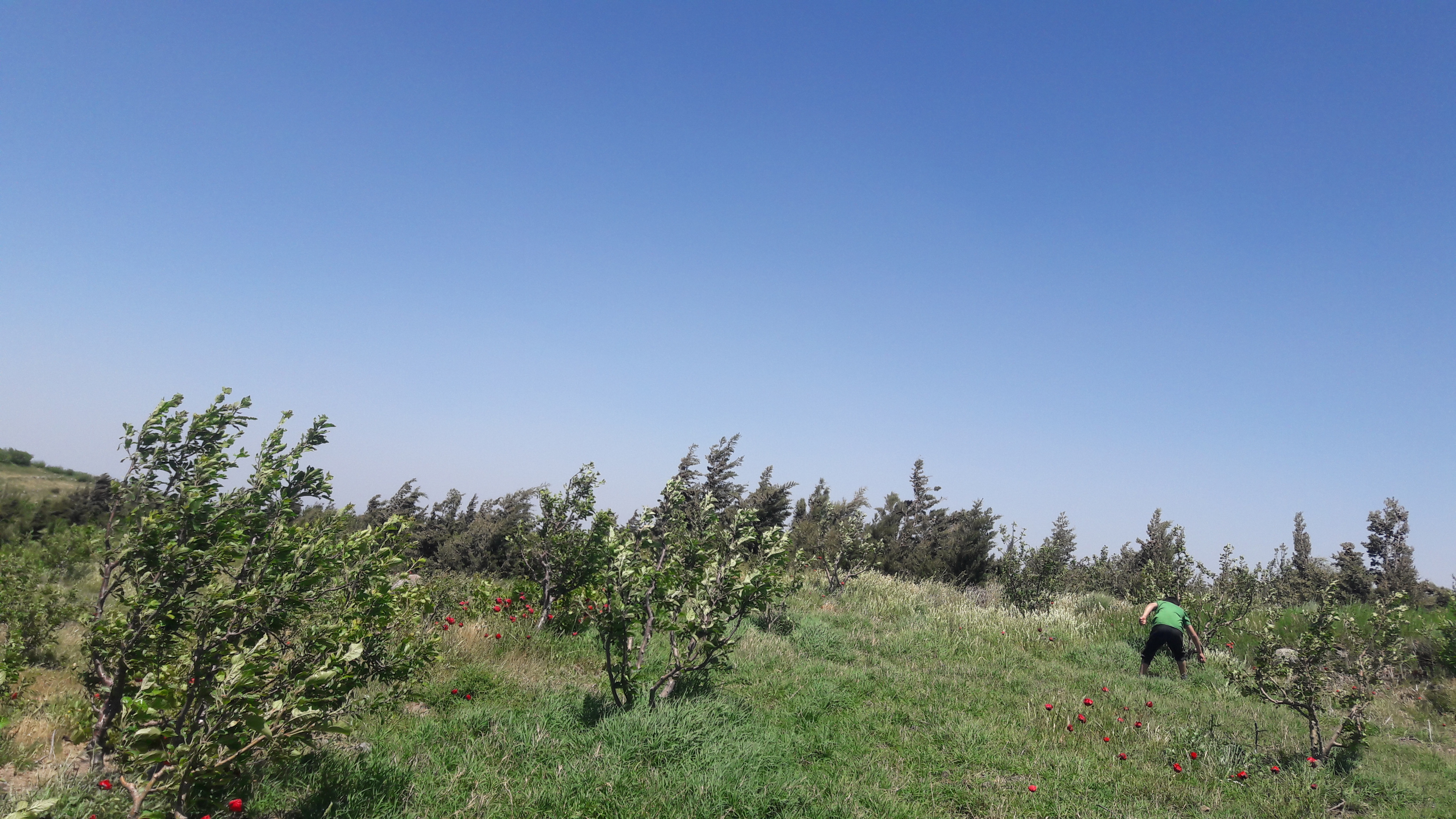
حقل أشجار تفاح في إحدى القرى السورية

تنتج سوريا العديد من المنتجات الزراعية نذكر منها =
- الحبوب والبقوليات:

القمح - الذرة الصفراء - العدس - الحمص - السمسم - الفول - الشعير.
- أشجار زيتون مزروعة على مدرجات جبلية في جبال الساحل السوريالفاكهة:

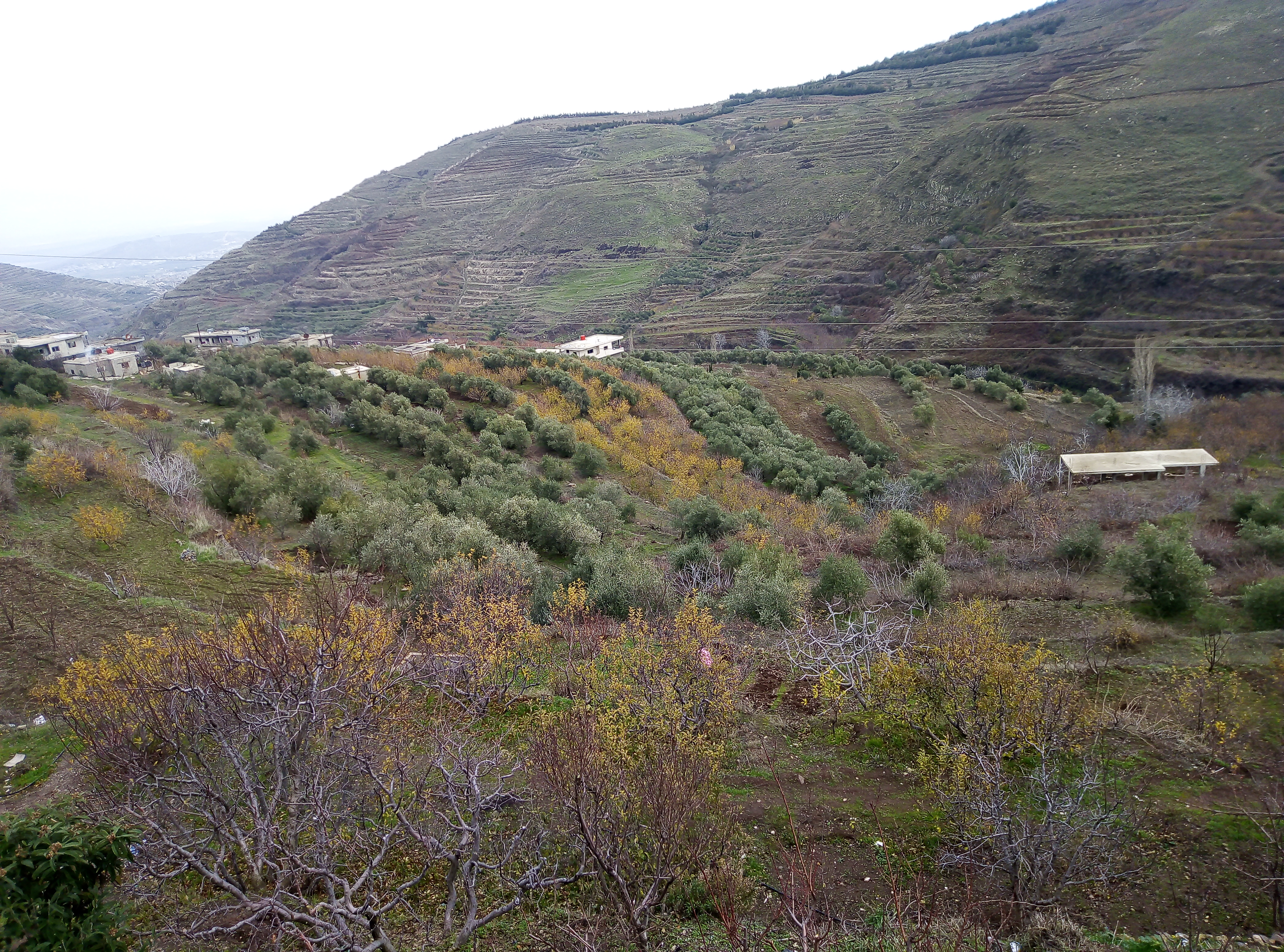
أشجار زيتون مزروعة على مدرجات جبلية في جبال الساحل السوري

المشمش - التفاح - الكرز - التين - العنب - الخوخ - الكمثرى أجاص - الدراق - الحمضيات (البرتقال - الليمون)
- الخضار والمنتجات الحقلية:

البندورة - البطاطا - البصل - البطيخ الأحمر والأصفر - قرعيات (القرع - الخيار - الكوسا) - الباذنجان - الفليفلة
- محاصيل هامة:

القطن - الزيتون - فستق حلبي - اللوز - الجوز البلدي - الشمندر السكري - التبغ

## الثروة المائية
يبلغ وسطي الموارد المائية الفعلية المتاحة حوالي 15 مليار مكعب وبالتالي تصنّف سورية إحدى الدول الفقيرة بالمياه وفق التصنيف العالمي الذي يعتبر أن حد الفقر المائي هو ألف متر مكعب للفرد في السنة.
وتنقسم الموارد المائية في سوريا إلى:
- الأنهار:

الفرات - الخابور - الزركان - البليخ - الساجور - العاصي - أبو قبيس - البارد - الأبيض - عفرين -جقجق - قويق - الكبير الشمالي
السن - بانياس الساحل - الجرجب - الكبير الجنوبي - -بردى - الأعوج - السيبراني - اليرموك - مرقية.
- الاحواض المائية(الينابيع): -

1. حوض بردى والأعوج
2. حوض اليرموك
3. حوض العاصي
4. حوض الساحل
5. حوض البادية
6. حوض دجلة والخابور

- البحيرات: -

1. بحيرة تشرين
2. بحيرة الأسد
3. بحيرة جبول
4. بحيرة قطينة
5. بحيرة بلوران
6. بحيرة العتيبة
7. بحيرة خاتونية
8. بحيرة مزيريب
9. بحيرة البعث
10. بحيرة مسعدة

إضافة لعدد من البحيرات لسدود سطحية.

## التحديات المعاصرة
تواجه الزراعة عدة تحديات منها:
- عدم إمكانية التوسع الأفقي بالنسبة للأراضي المروية.
- استخدام طرق الري التقليدي في 70% من إجمالي المساحة المروية والتي تستنزف كميات مياه كبيره.
- عدم الاستفادة من كامل حصة سورية من مياه نهر الفرات ودجلة.
- ضعف المنظومة المؤسساتية التي تدير شؤون الزراعة والري.
- تغير المناخ العالمي.